# Eo biển Ombai
Eo biển Ombai (tiếng Indonesia: Selat Ombai) là một eo biển chia tách quần đảo Alor ra khỏi các đảo như Wetar, Atauro, Timor trong nhóm đảo thuộc quần đảo Nusa Tenggara (quần đảo Sunda nhỏ). Wetar, quần đảo Alor và phần tây của đảo Timor là một phần của tỉnh Đông Nusa Tenggara thuộc Indonesia, trong khi Atauro và phần phía đông của đảo Timor thuộc về Đông Timor.
Eo biển này nối biển Banda ở phía bắc với biển Savu ở phía nam